# Pisolamia
Pisolamia is een geslacht van weekdieren uit de klasse van de Gastropoda (slakken).

## Soort
- Pisolamia brychia (Watson, 1883)